# Palais Lobkowicz (Prager Burg)

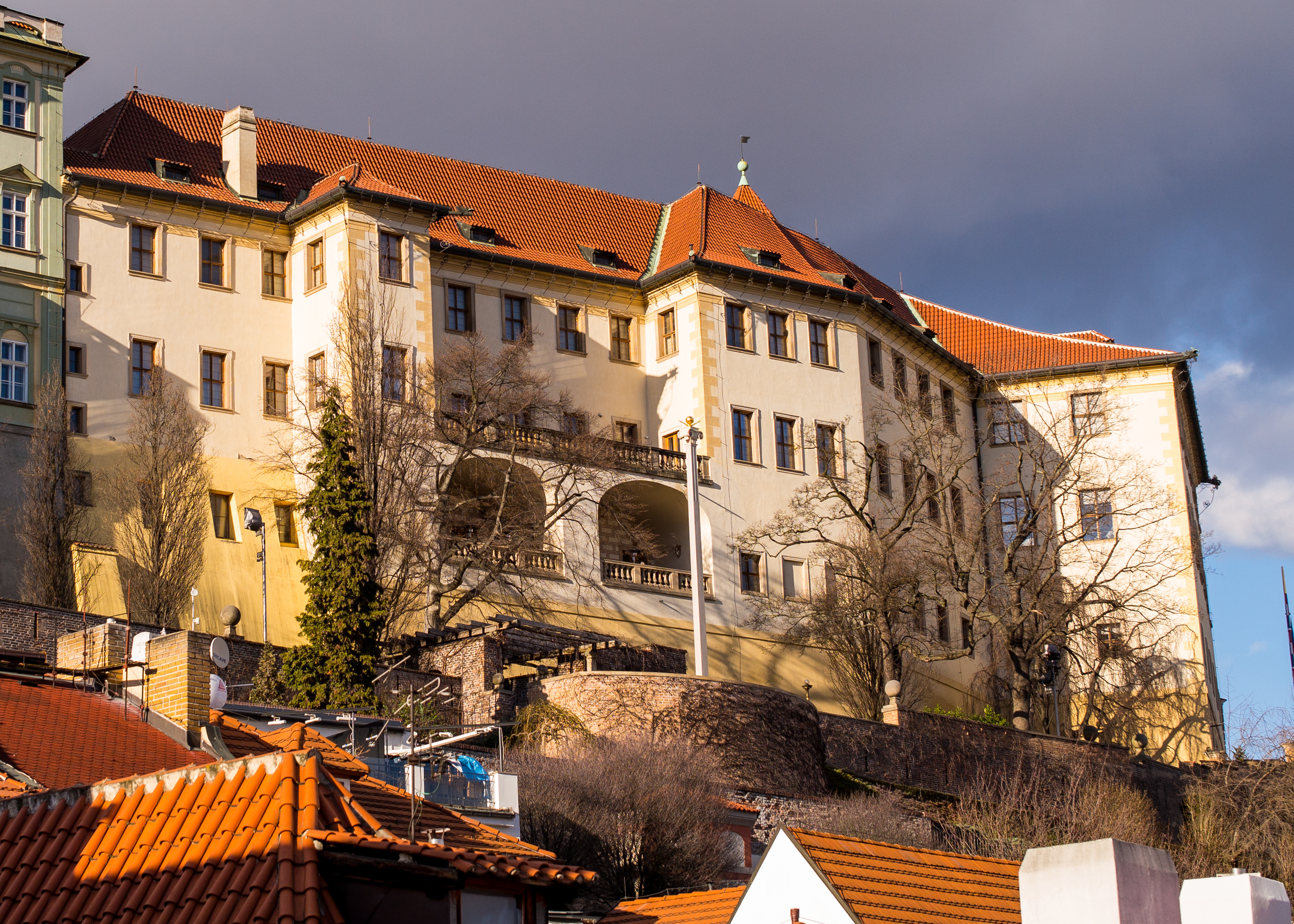
Südfassade des Palais Lobkowicz

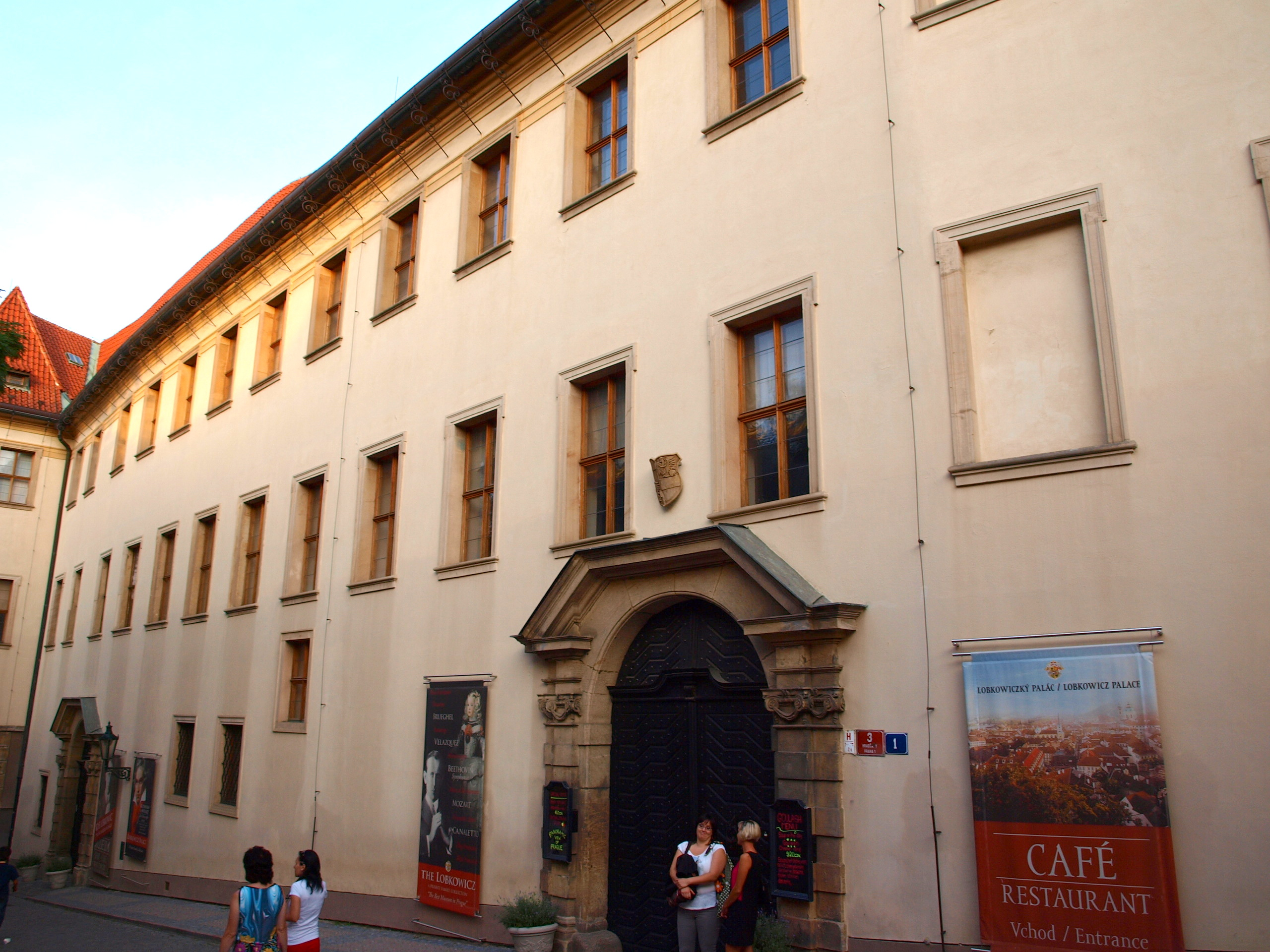
Nordseite des Palais mit den beiden Portalen zur Straße Jiřská

Das Palais Lobkowicz, auch Palais Lobkowitz, (tschechisch Lobkowiczký palác, auch Lobkovický palác) ist ein barockes Gebäude beim östlichen Burgtor der Prager Burg. Es ist im Besitz des tschechischen Adelsgeschlechtes der Lobkowicz und ist der einzige Teil der Prager Burg, der sich heute in Privatbesitz befindet. Das Palais Lobkowicz entstand im 17. Jahrhundert nach Plänen des italienischen Architekten Carlo Lurago durch einen Umbau des früheren Palais Pernstein, eines prunkvollen Renaissancepalais der Herren von Pernstein aus dem 16. Jahrhundert.
Seit 2007 befindet sich im Palais ein Museum mit Kunstsammlungen der Familie Lobkowicz, die zu den größten und ältesten privaten Kunstsammlungen in der Tschechischen Republik zählen. Die Sammlungen umfassen z. B. Gemälde alter Meister, historische Musikinstrumente und Manuskripte bedeutender Komponisten des 17. bis 19. Jahrhunderts wie Beethoven und Mozart. Außerdem können eine Waffenkammer und die im Originalzustand erhaltene Kapelle des hl. Wenzel besichtigt werden. Im barocken Konzertsaal finden regelmäßig Kammerkonzerte statt. Die Panoramaterrassen bieten eine beeindruckende Sicht auf die tschechische Hauptstadt.

## Geschichte

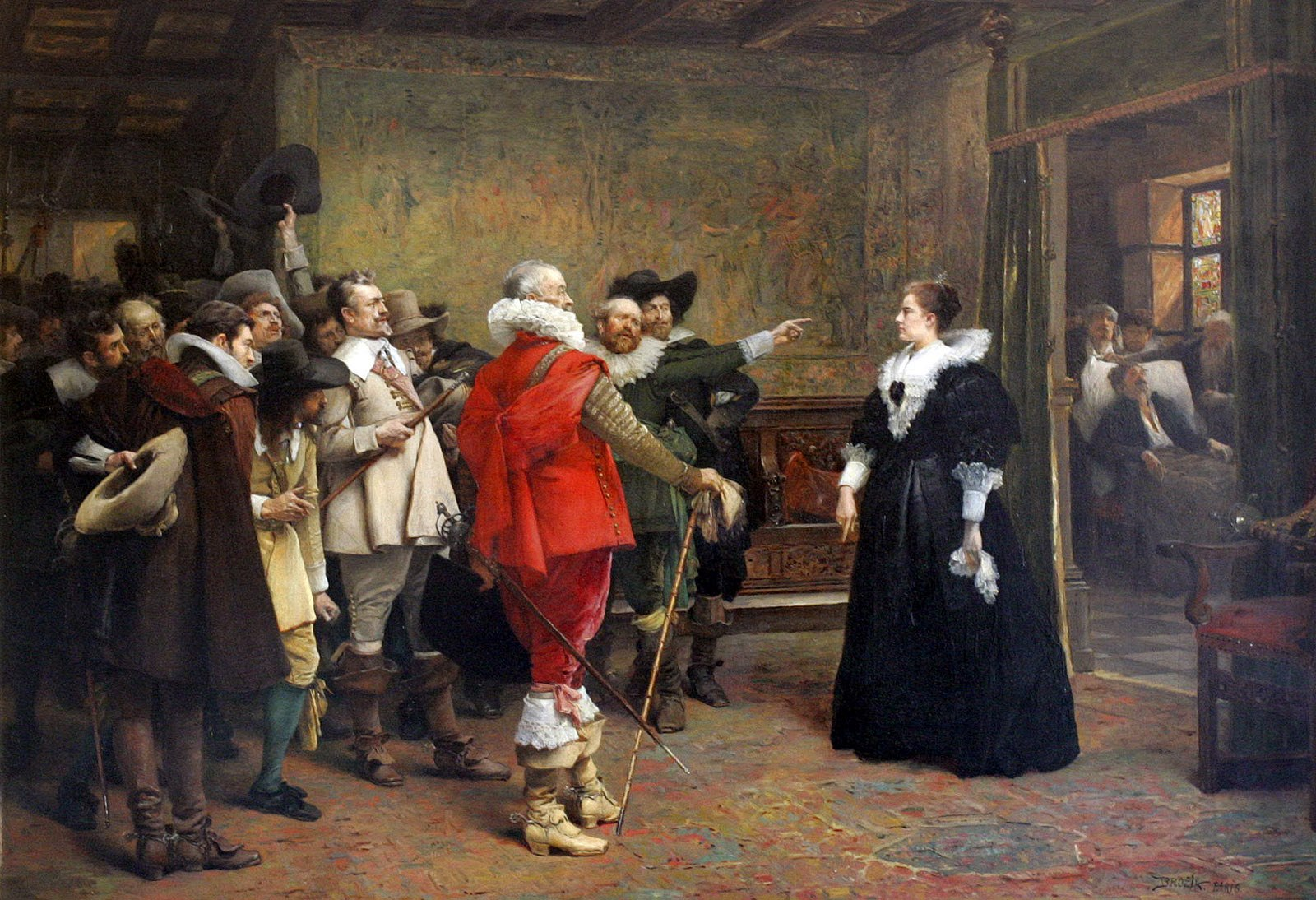
Polyxena von Lobkowicz gewährt den königlichen Statthaltern Slavata und Borsita Schutz in ihrem Palast. Ölgemälde von Václav Brožík. Lobkowicz-Sammlungen.

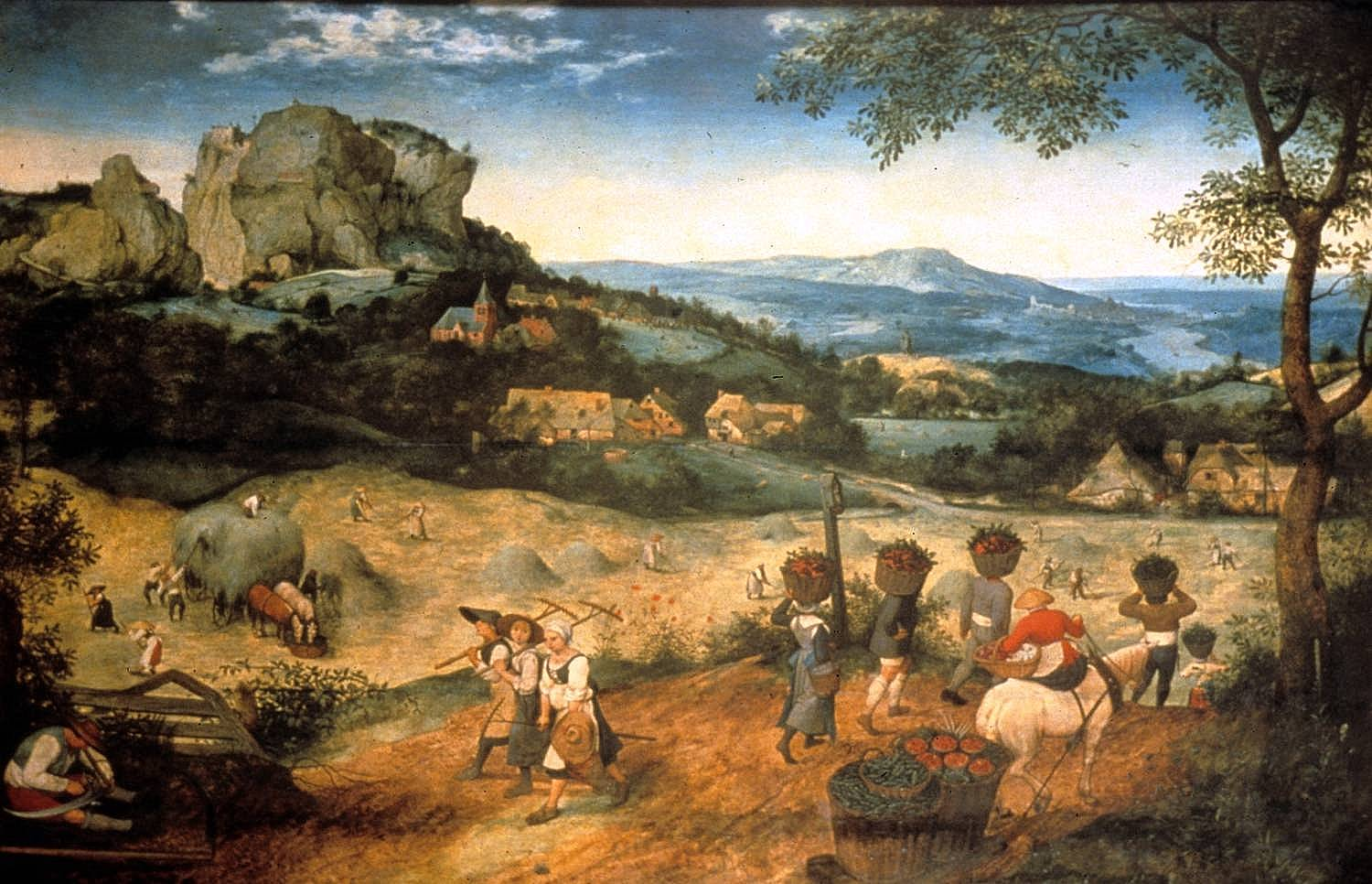
Die Heuernte, Ölgemälde von Pieter Bruegel d. Ä. 1565. Lobkowicz-Sammlungen.

Das Palais Pernstein ließen die Herren von Pernstein, eines der mächtigsten Adelsgeschlechter damaliger Zeit in Böhmen, in der zweiten Hälfte des 16. Jahrhunderts anstelle eines älteren Palastes von Wolf Kraiger von Kraigk bauen. Das prunkvolle vierflügelige Renaissancepalais um einen zentralen Hof entstand in zwei Bauphasen: in den Jahren 1555–1562 unter Jaroslav von Pernstein und 1570–1576 unter Vratislav von Pernstein. Im Nordflügel errichtete Vratislav die St.-Wenzel-Kapelle. Gleich nach der ersten Bauphase haben die Pernstein das repräsentative Gebäude Kaiser Maximilian II. für die Krönungsfeierlichkeiten zur Verfügung gestellt.
Durch Polyxena von Lobkowicz (geborene von Pernstein), verheiratet mit Zdeněk Vojtěch Popel von Lobkowitz, ging das Palais im Jahr 1627 in Besitz des Adelsgeschlechtes der Lobkowicz über. Bei einem Brand im Jahr 1625 wurde es schwer beschädigt und danach von den Lobkowicz wieder aufgebaut. Die Pernstein standen im Böhmischen Ständeaufstand 1618 auf Seiten der Habsburger und gewährten in ihrem Palais nach dem sog. Zweiten Prager Fenstersturz den überlebenden königlichen Statthaltern Wilhelm Slavata und Jaroslav Borsita Schutz vor den Protestanten.
Seine heutige barocke Gestalt erhielt das Palais durch einen Umbau in den Jahren 1651–1668. Die Arbeiten ließ Wenzel Eusebius von Lobkowicz vom italienischen Architekten Carlo Lurago durchführen; dabei wurde das Gebäude um ein Stockwerk erhöht. Im Rahmen der Vorbereitungen zur Krönung von Leopold II. zum böhmischen König im Jahr 1791 ließ Franz Joseph Maximilian von Lobkowitz Aussichtsterrassen mit einem Panoramablick auf die Stadt errichten. Im 19. Jahrhundert folgten einige Umbauten im klassizistischen Stil.
Im 20. Jahrhundert wurde der Lobkowicz-Palast zweimal konfisziert. Im Jahr 1939 beschlagnahmten ihn die Nationalsozialisten im Protektorat Böhmen und Mähren und nach einer Rückgabe nach dem Krieg dann erneut im Jahr 1948 die Kommunisten nach der Machtübernahme. In den folgenden vierzig Jahren diente das Palais unter anderem für Ausstellungen des Nationalmuseums, dafür wurde es in den Jahren 1973–1986 umfassend rekonstruiert. Nach der sog. Samtenen Revolution von 1989 und dem Erlass von Restitutionsgesetzen führte Familie Lobkowicz zwölf Jahre lang einen Rechtsstreit mit dem tschechischen Staat um die Rückgabe, bis sie schließlich im Jahr 2002 vor Gericht siegte und das Palais wieder in den Familienbesitz überging.
Nach einer vierjährigen Renovierung der Innenräume haben die Lobkowicz das Palais im Jahr 2007 als Lobkowiczer Familienmuseum der Öffentlichkeit zugänglich gemacht. In 21 Sälen wird ein Teil der Lobkowiczer Kunstsammlungen gezeigt, die Ausstellung umfasst etwa zweitausend Exponate. Neben wertvollen Gemälden alter Meister (Antonio Canaletto,  Pieter Bruegel d. Ä.,  Lucas Cranach d. Ä., Diego Velázquez und andere) gehören dazu eine Sammlung historischer Musikinstrumente und Originalpartituren und Manuskripte berühmter Komponisten wie Mozart und Beethoven. Die Beethoven-Manuskripte erhielt der Musikliebhaber und Kunstmäzen Franz Joseph Maximilian von Lobkowitz vom Komponisten selbst als Dank für die langjährige finanzielle Unterstützung. Das Lobkowicz-Museum zeigt auch eine Sammlung von Militär- und Sportgewehren aus dem 16. bis 18. Jahrhundert, Familien- und Königsporträts, Porzellan, Keramik und weitere Kunstgegenstände aus dem 13. bis 20. Jahrhundert.

## Beschreibung des Gebäudes

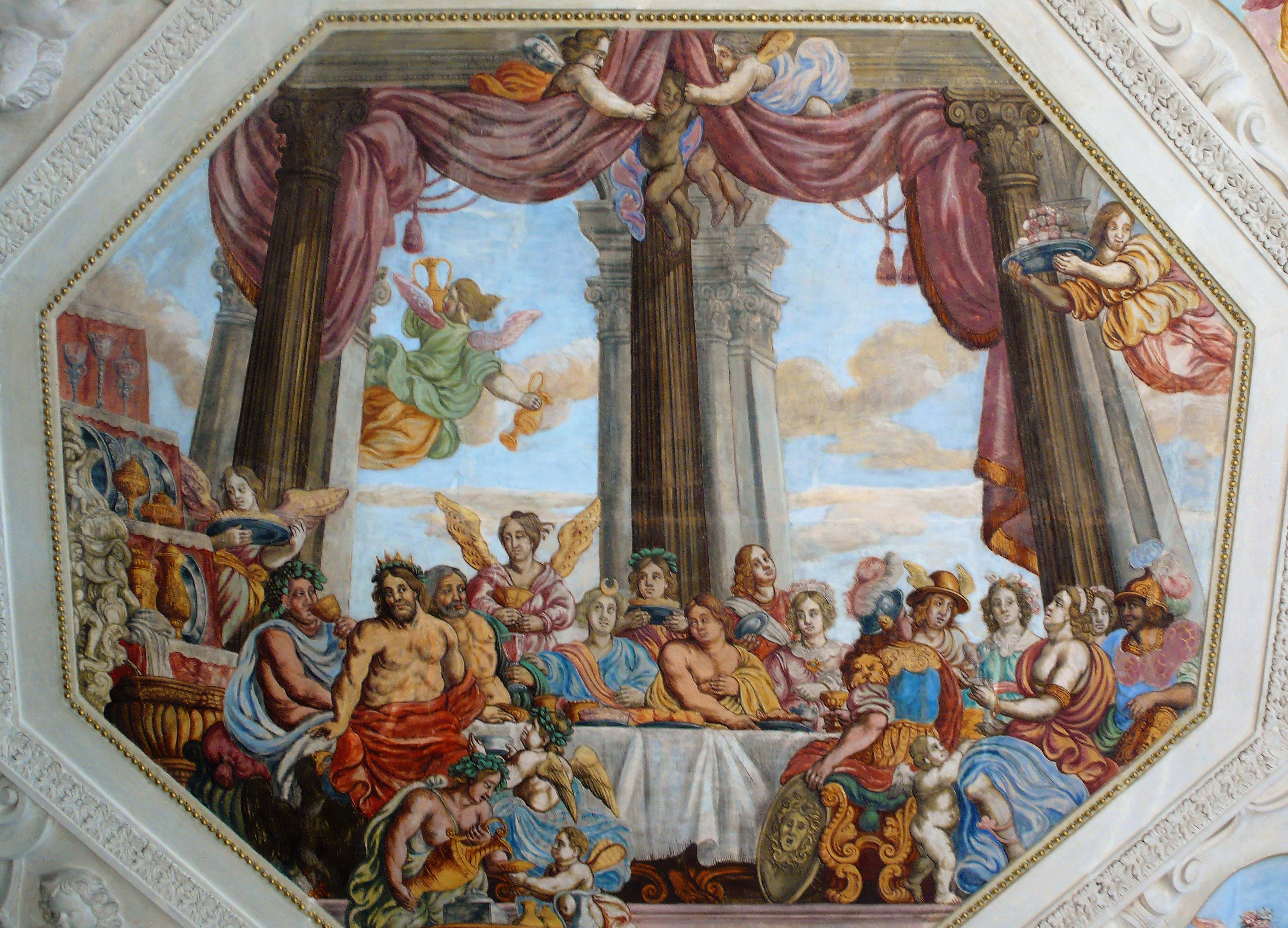
Deckenfresko im Balkonsaal des Lobkowicz-Palais. Václav Harovník, 1665/1669.

Der zweistöckige Palast hat einen unregelmäßigen Grundriss mit zwei nebeneinanderliegenden Innenhöfen und steht am östlichen Rand des Burgareals, am Ausgang zu der Alten Schlossstiege (Staré zámecké schody). Im Süden grenzt er an den Wallgarten. Trotz verschiedener Umbauten der letzten Jahrhunderte haben sich in den beiden Innenhöfen noch Reste der ursprünglichen Wandmalereien und Sgraffiti aus dem 16. Jahrhundert erhalten. An der Nordseite zur Straße Jiřská (Georgstraße) sind zwei frühbarocke Portale.
Im Südflügel befindet sich ein großer Saal, der sich über beide Stockwerke erstreckt. Er wurde im 20. Jahrhundert restauriert und ist geschmückt mit illusionistischen Wandgemälden von Architektur und Skulpturen aus dem 17. Jahrhundert.
Im ersten Stockwerk des Palastes befindet sich die im Originalzustand erhaltene St.-Wenzel-Kapelle aus dem 17. Jahrhundert. Sie ist verziert mit runden Medaillons mit Szenen aus dem Leben des Heiligen. Den Altar schmückt ein Bild des hl. Wenzel von Peter Johann Brandl aus dem Jahr 1723. Daneben sind zwei prunkvolle Säle aus dem 17. Jahrhundert, sie sind mit Stuckarbeiten von Domenico Galli und mit Fresken mit mythologischen Szenen von Fabian Václav Harovník aus dem 17. Jahrhundert geschmückt.